# Foligno Calcio 2006-2007
Questa pagina raccoglie le informazioni riguardanti il Foligno Calcio nelle competizioni ufficiali della stagione 2006-2007.

## Stagione
Nella stagione 2006-2007 il Foligno disputa il girone B del campionato di Serie C2, con 62 punti vince il torneo e sale direttamente in Serie C1, la seconda promossa è la Paganese che si piazza al quarto posto in campionato, ma poi vince i Play-off e sale in Serie C1. Gli azzurri di Giovanni Pagliari hanno costruito la promozione, la seconda in Serie C1 della sua storia, tra le mura amiche dello Stadio Enzo Blasone, dove hanno ottenuto 41 punti, dei 51 disponibili, senza mai perdere. Hanno raccolto 26 punti nel girone di andata dominato dal Rovigo, e 36 punti facendo meglio di tutti, in un girone di ritorno irresistibile, che ha creato le premesse del ritorno in Serie C1, dopo ventitré anni di assenza. L'argentino Juan Martin Turchi con 18 reti in campionato è stato di gran lunga il più prolifico, vincendo anche il titolo di cannoniere del girone B. Nella Coppa Italia di Serie C il Foligno disputa il girone G di qualificazione, vinto dal San Marino con 8 punti, uno in più del Foligno, che ha perso (1-0) lo scontro diretto.

## Organigramma Societario
Area amministrativa
- Presidente: Maurizio Zampetti
- Vicepresidente: Guido Tofi
- Direttore generale: Federico Cherubini
- Segretario: Simone Ottaviani
- Addetto stampa: Simone Lini

Area tecnica
- Allenatore: Giovanni Pagliari
- Viceallenatore: Andrea Mosconi
- Preparatore atletico: Francesco Bordoni
- Medico Sociale: dott. Mauro Loreti
- Massaggiatore: Francesco Ghetti

## Rosa
| N. |                   | Ruolo | Calciatore         |
| -- | ----------------- | ----- | ------------------ |
|    | Italia (bandiera) | A     | Enrico Bartolini   |
|    | Italia (bandiera) | A     | Paolo Bellucci     |
|    | Italia (bandiera) | D     | Luca Bisello Ragno |
|    | Italia (bandiera) | C     | Marco Bonura       |
|    | Italia (bandiera) | C     | Giuseppe Cavadenti |
|    | Italia (bandiera) | A     | Matteo Cavagna     |
|    | Italia (bandiera) | A     | Domenico Falco     |
|    | Italia (bandiera) | D     | Aris Falzone       |
|    | Italia (bandiera) | D     | Simone Garrasi     |
|    | Italia (bandiera) | A     | Stefano Giacomelli |
|    | Italia (bandiera) | C     | Luigi Giorgi       |
|    | Italia (bandiera) | D     | Paolo Guastalvino  |
|    | Italia (bandiera) | C     | Alessandro Manni   |

| N. |                      | Ruolo | Calciatore         |
| -- | -------------------- | ----- | ------------------ |
|    | Italia (bandiera)    | A     | Simone Miani       |
|    | Italia (bandiera)    | A     | Giorgio Noviello   |
|    | Italia (bandiera)    | P     | Nicola Palanca     |
|    | Italia (bandiera)    | D     | Gionatha Pazzi     |
|    | Italia (bandiera)    | D     | Giacomo Pencelli   |
|    | Italia (bandiera)    | C     | Filippo Petterini  |
|    | Italia (bandiera)    | A     | Alessio Pirillo    |
|    | Italia (bandiera)    | P     | Francesco Ripa     |
|    | Italia (bandiera)    | C     | Fabio Sacenti      |
|    | Italia (bandiera)    | C     | Gianluca Segarelli |
|    | Italia (bandiera)    | C     | Cristian Silveri   |
|    | Argentina (bandiera) | A     | Juan Turchi        |
|    | Italia (bandiera)    | C     | Moreno Zebi        |

## Risultati

### Serie C2 girone B

#### Girone di andata
| Arbitro: | Spadaccini (Vasto) |

|  |           |             |
|  | Marcatori | 44’ Cavagna |

| Arbitro: | D'Alesio (Forlì) |

|                                    |           |                        |
| Pazzi 8’ J. Turchi 17’ Cavagna 54’ | Marcatori | 22’ Di Canio 42’ Ferri |

| Arbitro: | Ruini (Reggio Emilia) |

|                   |           |               |
| M. De Angelis 43’ | Marcatori | 23’ J. Turchi |

| Foligno 24 settembre 2006 4ª giornata | Foligno          | 0 – 0 | Rieti | Stadio Enzo Blasone\| Arbitro: \| Pinzani (Empoli) \| |
| Arbitro:                              | Pinzani (Empoli) |       |       |                                                       |

| Arbitro: | Lupo (Matera) |

|                               |           |                      |
| M. Russo 31’ C. Di Napoli 89’ | Marcatori | 67’ (rig.) J. Turchi |

| Foligno 8 ottobre 2006 6ª giornata | Foligno         | 0 – 0 | SPAL | Stadio Enzo Blasone\| Arbitro: \| Manna (Isernia) \| |
| Arbitro:                           | Manna (Isernia) |       |      |                                                      |

| Arbitro: | Tramontina (Udine) |

|              |           |  |
| Mazzotti 59’ | Marcatori |  |

| Arbitro: | Zega (Fermo) |

|                          |           |  |
| Noviello 21’ Cavagna 71’ | Marcatori |  |

| Prato 29 ottobre 2006 9ª giornata | Prato             | 0 – 0 | Foligno | Stadio Lungobisenzio\| Arbitro: \| Tasso (La Spezia) \| |
| Arbitro:                          | Tasso (La Spezia) |       |         |                                                         |

| Arbitro: | Vivenzi (Brescia) |

|                               |           |               |
| Cavagna 5’ J. Turchi 39’, 45’ | Marcatori | 56’ Dal Degan |

| Arbitro: | D'Agostino (Empoli) |

|  |           |                                                   |
|  | Marcatori | 17’ Cavagna 59’ Noviello 90+1’ (aut.) J. De Marco |

| Arbitro: | Tozzi (Lido di Ostia) |

|                    |           |                                   |
| Iadaresta 30’, 69’ | Marcatori | 10’ Noviello 53’ (rig.) J. Turchi |

| Arbitro: | Forconi (Aprilia) |

|                            |           |                             |
| J. Turchi 60’ Noviello 79’ | Marcatori | 78’ Cingolani 83’ Catellani |

| Arbitro: | Andolfatto (Bassano del Grappa) |

|                                                |           |              |
| Aragao 22’ Grassi 30’ Guerri 38’ Cipolli 90+3’ | Marcatori | 89’ D. Falco |

| Arbitro: | Morabito (Messina) |

|                          |           |                   |
| J. Turchi 18’ Bonura 49’ | Marcatori | 72’ (rig.) Buglio |

| Santa Croce sull'Arno 17 dicembre 2006 16ª giornata | Cuoiopelli          | 0 – 0 | Foligno | Stadio Libero Masini\| Arbitro: \| Branciforte (Nuoro) \| |
| Arbitro:                                            | Branciforte (Nuoro) |       |         |                                                           |

| Foligno 23 dicembre 2006 17ª giornata | Foligno                   | 0 – 0 | Viterbese | Stadio Enzo Blasone\| Arbitro: \| Pagano (Torre Annunziata) \| |
| Arbitro:                              | Pagano (Torre Annunziata) |       |           |                                                                |

#### Girone di ritorno
| Arbitro: | Magno (Catania) |

|               |           |  |
| J. Turchi 30’ | Marcatori |  |

| Arbitro: | Meli (Parma) |

|             |           |  |
| Drascek 44’ | Marcatori |  |

| Arbitro: | Doveri (Aprilia) |

|                                    |           |             |
| Sacenti 38’ Noviello 50’ Pazzi 60’ | Marcatori | 90+2’ Garba |

| Arbitro: | Peruzzo (Schio) |

|  |           |               |
|  | Marcatori | 82’ J. Turchi |

| Arbitro: | Bagalini (Vasto) |

|             |           |  |
| Sacenti 38’ | Marcatori |  |

| Arbitro: | Santonocito (Abbiategrasso) |

|                   |           |               |
| M. Agostinelli 8’ | Marcatori | 36’ J. Turchi |

| Foligno 25 febbraio 2007 24ª giornata | Foligno             | 0 – 0 | Bellaria Igea Marina | Stadio Enzo Blasone\| Arbitro: \| Branciforte (Nuoro) \| |
| Arbitro:                              | Branciforte (Nuoro) |       |                      |                                                          |

| Arbitro: | Zanardo (Conegliano) |

|              |           |              |
| Balestri 69’ | Marcatori | 80’ Pencelli |

| Arbitro: | Grazioli (Maniago) |

|                                 |           |  |
| Noviello 16’ Petterini 54’, 88’ | Marcatori |  |

| Arbitro: | Giancola (Vasto) |

|  |           |                    |
|  | Marcatori | 80’ (aut.) Macchia |

| Arbitro: | Manera (Castelfranco Veneto) |

|                    |           |  |
| J. Turchi 10’, 48’ | Marcatori |  |

| Arbitro: | Zega (Fermo) |

|               |           |  |
| J. Turchi 75’ | Marcatori |  |

| Reggio Emilia 15 aprile 2007 30ª giornata | Reggiana                     | 0 – 0 | Foligno | Stadio Giglio\| Arbitro: \| Tommasi (Bassano del Grappa) \| |
| Arbitro:                                  | Tommasi (Bassano del Grappa) |       |         |                                                             |

| Arbitro: | Zanichelli (Genova) |

|                 |           |  |
| J. Turchi 90+3’ | Marcatori |  |

| Carrara 29 aprile 2007 32ª giornata | Carrarese                         | 0 – 0 | Foligno | Stadio dei Marmi\| Arbitro: \| Candussio (Cervignano del Friuli) \| |
| Arbitro:                            | Candussio (Cervignano del Friuli) |       |         |                                                                     |

| Arbitro: | Corletto (Castelfranco Veneto) |

|                             |           |  |
| Petterini 22’ J. Turchi 85’ | Marcatori |  |

| Arbitro: | Branciforte (Nuoro) |

|                          |           |                     |
| Di Iorio 76’ Giunchi 82’ | Marcatori | 7’, 45+1’ J. Turchi |

### Coppa Italia di Serie C

#### Girone G
| Arbitro: | Barbirati (Ferrara) |

|                     |           |  |
| L. Ceccarelli 45+1’ | Marcatori |  |

| Arbitro: | Doveri (Aprilia) |

|                           |           |                    |
| Cavagna 32’ J. Turchi 51’ | Marcatori | 29’ (rig.) Momenté |

| Arbitro: | Baracani (Firenze) |

|             |           |  |
| D. Falco 9’ | Marcatori |  |

| Arbitro: | Paoloemilio (Lanciano) |

|                    |           |                     |
| Docente 22’ (rig.) | Marcatori | 36’ (rig.) D. Falco |

| 13 settembre 2006 5ª giornata |  | – Turno di riposo Foligno |  |  |